# Hohenzollern

Blazonul Hohenzollern-ilor

Tabelul Hohenzollern-ilor, fără cei români

Casa de Hohenzollern este o familie dinastică de principi electori, regi și împărați ai Prusiei, Germaniei și României. Șvabi de origine (din Schwabenland, sudul Germaniei), își iau numele de la castelul Hohenzollern din vecinătatea orașului Hechingen (la câțiva kilometri miazăzi de Tübingen, landul Baden-Württemberg).   
Întemeietorul dinastiei e Burchardus, conte din Zollern (născut c. 1025; mort în 1061 d.Cr.).   
Dinastia a fost împărțită în 2 ramuri: una catolică (șvabă, devenită, mai târziu – Hohenzollern-Sigmaringen) și alta protestantă (prusacă sau franconă, devenită, mai târziu – Hohenzollern-Brandenburg). Ramura șvabă a apărut prin decizia lui Frederic al IV-lea, conte din Zollern (c. 1188 – c. 1255), iar cea franconă, prin decizia lui Conrad, pârcălabul romano-german din Nüremberg (1186–1261). Ruperea s-a accentuat după apariția Reformei protestantă, provocată de Martin Luther împotriva autorității sanctității sale, Papa. Ramura șvabă a dinastiei s-a împărțit, din nou, într-una nemțească, numindu-se tot Hohenzollern, și alta românească, numindu-se "a României" (prin hotărârea regelui Mihai), începând din 2011.

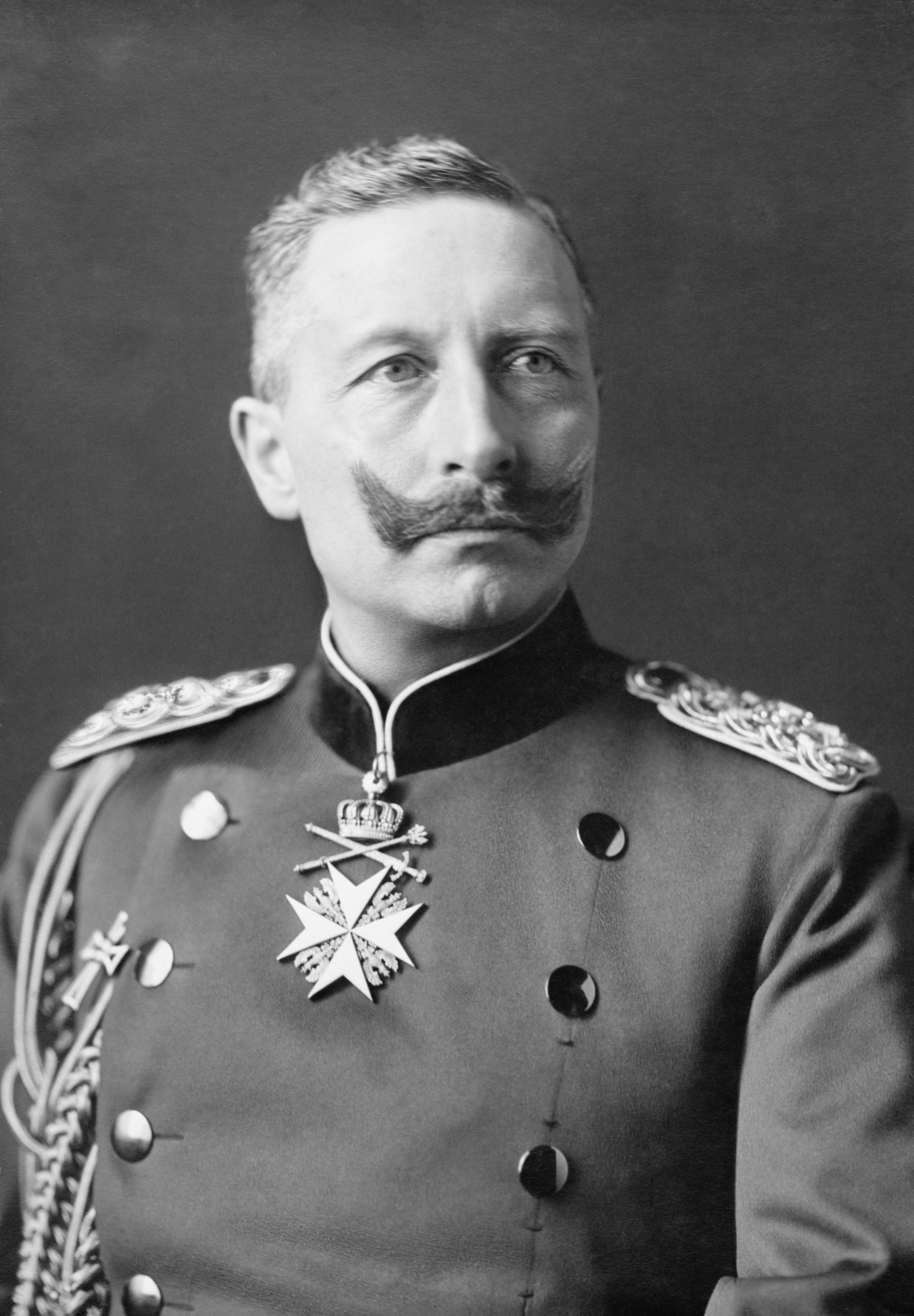
Wilhelm al II-lea

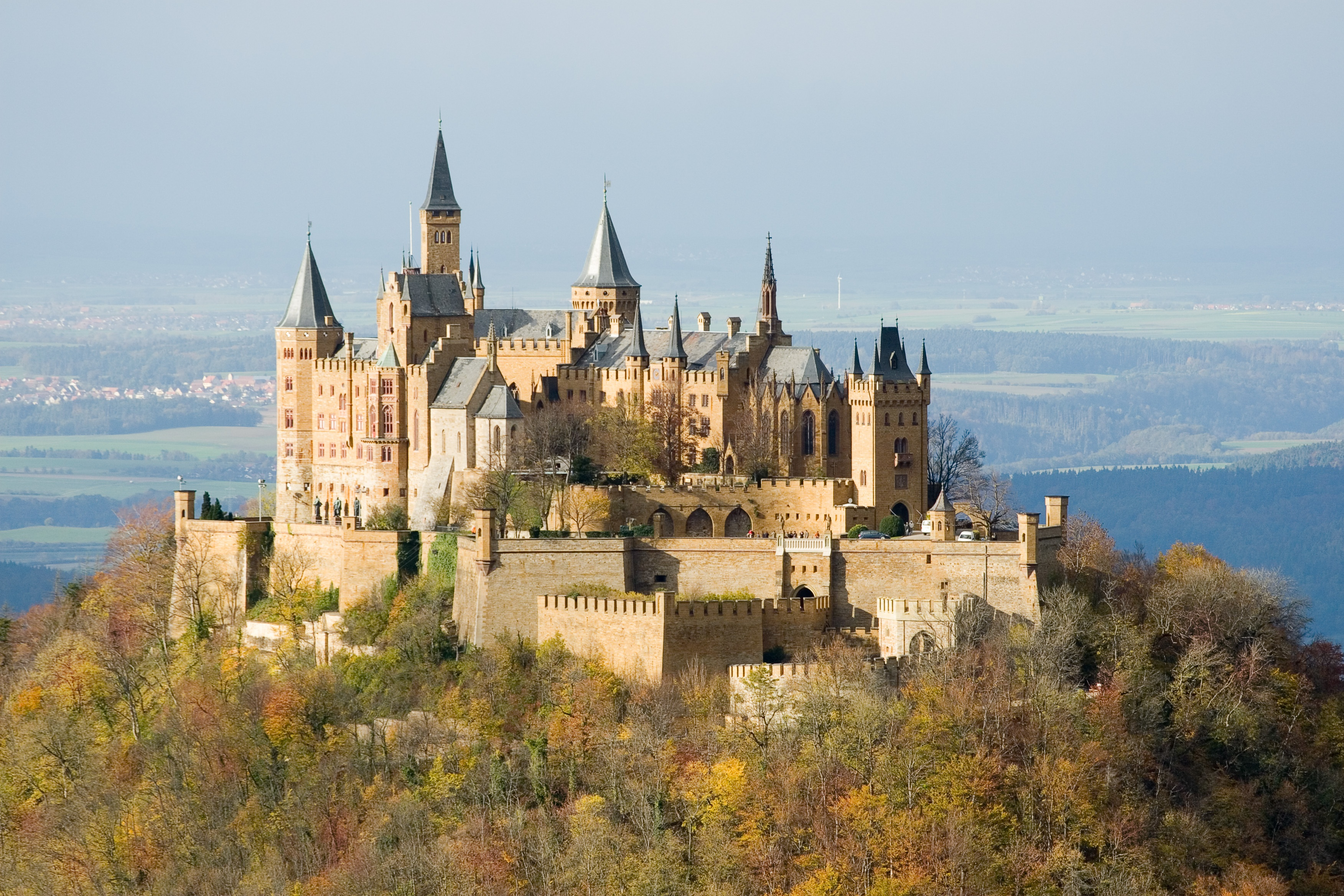
Castelul "Hohenzollern", din landul german Baden-Württemberg

Motto-ul acestei dinastii, fondate în secolul al XI-lea, este Nihil sine Deo ("Nimic fără Dumnezeu").  

## Duci, principi electori și regi din dinastia Hohenzollern
- Albert, duce al Prusiei (1525–1568)
- Albert Frederic (1568 –1577)
- Georg Frederic (Regent, 1577–1603)
- Joachim al III-lea Frederic, principe elector (Regent, 1603–1608)
- Johann Sigismund (1618–1619; Regent, 1608–1618)
- Georg Wilhelm (1619–1640)
- Friedrich Wilhelm I (1640–1688)
- Friedrich al III-lea (1688–1701), viitorul rege Friedrich I al Prusiei
- Friedrich I al Prusiei (1701–1713)
- Friedrich Wilhelm I (1713–1740)
- Friedrich al II-lea al Prusiei (supranumit „Frederich cel Mare”, 1740–1786)
- Friedrich Wilhelm al II-lea al Prusiei (1786–1797)
- Friederich Wilhelm al III-lea al Prusiei (1797–1840)
- Friedrich Wilhelm al IV-lea al Prusiei (1840–1861)
- Wilhelm I (1861–1888), împărat al Germaniei
- Friedrich al III-lea (1888), împărat al Germaniei numai 99 de zile
- Wilhelm al II-lea (1888–1918), împărat al Germaniei

Linia dinastică a Hohenzollern este continuată în Germania postbelică de:
- Prințul Wilhelm al Prusiei (1941–1951)
- Prințul Louis Ferdinand al Prusiei (1951–1994)
- Prințul Georg Friedrich al Prusiei (1994–prezent)

În România, în anul 1866, dinastia Hohenzollern este aleasă ca dinastie domnitoare de către clasa politică autohtonă, în frunte cu prim-ministrul Ion Brătianu, înlocuind-o pe cea a lui Cuza-vodă (1859-1866).
Regii României, prinți de Hohenzollern-Sigmaringen:
- Carol I (domnitor al României 1866–1881; rege 1881-1914);
- Ferdinand I al României (1914–1927);
- Mihai I al României (1927–1930 (regență) și 1940–1947) și
- Carol al II-lea al României (1930–1940).

Mihai I al României a trăit împreună cu soția sa, prințesa Ana de Bourbon-Parma, atât în Elveția, unde a fost exilat, cât și în România, unde s-a reîntors după lungul exil impus de regimul comunist în perioada mai 1948 – ianuarie 1997. 
După decesul regelui Mihai în 2017, coroana românească i-a revenit fiicei mari a acestuia, prințesa Margareta. Dumneaei și Casa Regală Română (având relațiile dinastice cu Hohenzollern deja retezate), pe care o călăuzește, revendică mai departe tronul și păstrează relații diplomatice cu actuala clasă republicană conducătoare a țării. Prințesa Margareta se bucură de admirația și de respectul unei părți mici a cetățenilor români și a celor moldoveni, din vina clasei politice republicane ostile, dar și a propagandei bolșevice îndelungate.